# 尸魂界
屍魂界（Soul Society）是日本漫畫家久保帶人所創作的漫畫《BLEACH》中的一個世界，是死神和魂魄所居住並存在一百萬年以上的世界，包括位於中央的由貴族和死神所居住的瀞靈廷，以及環繞淨靈廷的其他魂魄所居住的流魂街兩部分。屍魂界類似於天堂或極樂世界。
根据朽木露琪亞（朽木白哉的妹妹）所说，屍魂界中九成以上的地區都比現世好，而且來到屍魂界的魂魄身體也會變得很輕盈。實際上屍魂界存在著階级制度，並且存在饑餓和邪惡等，和現世很相似。在屍魂界中没有誰能夠永生，人們以與現世相比更慢的速度逐漸變老、最终死去，也有可能會病死或被殺死。只要靈體沒有被消滅，在屍魂界中死去的魂魄將會回到現世。此外，根據露琪亞的回憶，海燕提及靈體死後身體會化成靈子，轉化為組成世界物質的一部分。
在【SOULs】公式本裡，作者曾在連載前的漫畫設定靈魂的輪迴週期為60年一次，而且整靈必須在死神的協助下才能進行輪迴。

## 瀞灵廷
瀞灵廷位于屍魂界的中央，是贵族和死神等居住的地方。屍魂界的最高司法机关中央四十六室和护廷十三队也位于其中。瀞灵廷和流魂街之间通常沒有圍牆等來區隔，但当有人擅自准备从流魂街进入瀞灵廷时，便会出现围墙。围墙的东、南、西、北四面共设置了四个瀞灵门，分别是青流门、白道门、朱圭门和黑隆门。

## 流魂街
流魂街是所有被魂葬與平民階級的靈魂所在地，通常這裡的人沒有資格進入瀞灵廷，但其中具有较高灵力的人可以藉由成為死神而進入瀞靈廷。例如：阿散井恋次、朽木露琪亚、日番谷冬獅郎和雛森桃就是這樣進入瀞灵廷的。流魂街东、南、西、北四区各分了八十个区，总共拥有320个区。数字越大意味着离瀞灵廷越遠，而生活水平和治安则越差。
目前，已知：
- 潤林安（西1区）
- 逆骨（76區）
- 戌吊（南78区）
- 草鹿（北79区）
- 更木（北80区）